# بيير بيرتن
بيير بيرتن (بالفرنسية: Pierre Bertin)‏ (و. 1891 – 1984 م) هو ممثل، من فرنسا، ولد في ليل، توفي في باريس، عن عمر يناهز 93 عاماً.

## مناصب
تولى منصب شريك في المسرح الوطني الفرنسي ‏.

## وصلات خارجية
- بيير بيرتن على موقع IMDb (الإنجليزية)
- بيير بيرتن على موقع ألو سيني (الفرنسية)
- بيير بيرتن على موقع ميوزك برينز (الإنجليزية)
- بيير بيرتن على موقع أول موفي (الإنجليزية)
- بيير بيرتن على موقع قاعدة بيانات برودواي على الإنترنت (الإنجليزية)
- بيير بيرتن على موقع قاعدة بيانات الأفلام السويدية (السويدية)
- بيير بيرتن على موقع ديسكوغز (الإنجليزية)
- بيير بيرتن على موقع قاعدة بيانات الفيلم (الإنجليزية)
- بيير بيرتن على موقع كينوبويسك (الروسية)
- بيير بيرتن على موقع كينوبويسك (الروسية)